# بنية التنقل الذكية
بنية التنقل الذكية (بالإنجليزية: Smart Mobility Architecture)‏؛ تُعدّ SMARC معيارًا لأجهزة الكمبيوتر على الوحدة، حيث صُممت وحدات بنية التنقل الذكية خصيصًا لتطوير أنظمة مدمجة صغيرة وموفرة للطاقة، مثل الأجهزة المحمولة.

## المواصفات
نشرت مواصفات أجهزة بنية التنقل الذكية الإصدار الأول من قبل مجموعة التوحيد القياسي للتقنيات المدمجة تعرف إختصاراً (SGeT).عُقد أول اجتماع لها في عام 2012، برئاسة إنجلبرت هورمانسدورفر. المواصفات متاحة للتنزيل مجاناًعلى موقع مجموعة التوحيد القياسي للتقنيات المدمجة الإلكتروني.
بشكل عام، تستند وحدات البنية على معالجات معمارية آرم، ومع ذلك، يمكن تزويدها أيضًا بنظام على رقاقة (SoC) منخفض الطاقة، على سبيل المثال، تلك التي تعتمد على معالجات x86. عادةً ما تكون متطلبات وحدات البنية من الطاقة في حدود بضع واط.
الكمبيوتر على الوحدة يدمج الوظيفة الأساسية للكمبيوتر القابل للتمهيد، بالإضافة إلى دوائر إضافية، بما في ذلك ذاكرة الوصول العشوائي الديناميكية، وذاكرة الفلاش، وتوزيع الجهد، وإيثرنت وجهاز إرسال العرض. تُنشر الوحدات مع لوحة ناقل خاصة بالتطبيق، التي يمكن تحديد حجمها وشكلها لتلبية المتطلبات الخاصة بالعميل. تقوم لوحة الناقل بتنفيذ الواجهات المطلوبة ويمكنه دمج أي وظائف أخرى إذا لزم الأمر،مثل برامج ترميز الصوت، ووحدة التحكم باللمس، وواجهات الاتصالات اللاسلكية، وما إلى ذلك.
وتحدد مواصفات البنية كلاً من أبعاد الوحدة وموضع نقاط التثبيت بالإضافة إلى الموصل الخاص باللوحة الحاملة والواجهات المنفذة مع التوصيل بالواجهات المنفذة مع التوصيل بالدبابيس. وقد تم تحسين مخرجات الدبوس لواجهات آرم وواجهات نظام على رقاقة منخفضة الطاقة وتتميز عن واجهات الكمبيوتر الكلاسيكية بتركيزها الموجه نحو التطبيقات منخفضة الطاقة والتطبيقات المحمولة.
يعتمد معيار البنية على عامل الشكل منخفض الطاقة للغاية الذي قدمته شركتا كونتروم وآد لينك في فبراير 2012. أثناء عملية وضع المواصفات من قبل مجموعة التوحيد القياسي للتقنيات المدمجة، أعيد تسمية المعيار إلى SMARC:بالإنجليزية. وافقت مجموعة التوحيد القياسي للتقنيات المدمجة على مواصفات الإصدار الأول في ديسمبر 2012.

### الأبعاد
تحدد حجمين للوحدات البنية:
- 82 مم × 50 مم للتصميمات منخفضة الطاقة للغاية والمدمجة
- 82 مم × 80 مم نظام على رقاقة ذات الأداء العالي مع زيادة المساحة ومتطلبات التبريد

### الموصل
تحتوي الوحدات النمطية للحاسوب على وحدات البنية على 314 وصلة على حافة البطاقة على لوحة الدوائر المطبوعة للوحدة النمطية التي يتم توصيلها عبر موصل منخفض الارتفاع على اللوحة الحاملة. في معظم الحالات، يبلغ ارتفاع الموصل 4.3 مم. يُستخدم أيضاً لوحدة مسرى الربط السريع بين المكونات الطرفية 3.0 لبطاقات الرسومات المحمولة، والتي لها بطبيعة الحال تخصيصات دبوس مختلفة تماماً.

### خطوط الإشارة وتخصيصات الدبوس
يتم نقل الإشارات عبر إجمالي 314 دبوسا. 33 من هذه الخطوط هي خطوط إشارة محجوزة لإمداد الطاقة والتأريض، بحيث يتوفر مع البنية ما مجموعه 281 خط إشارة بشكل فعال. يتم تضمين واجهات آرم - و نظام على رقاقة النموذجية الموفرة للطاقة، مثل واجهات شاشة العرض للبلورة السائلة المتوازية لتوصيل الشاشة، وواجهات معالج صناعة الأجهزة المحمولة للكاميرات، والواجهة الطرفية المتسلسلة (SPI) للتوصيل الطرفي العام، والدائرة البينية المتكاملة الصوتيه [الإنجليزية] وممر ناقل بين الدارات المتكاملة للصوت . وإلى جانب ذلك، يتم أيضاً تعريف واجهات الكمبيوتر الكلاسيكية مثل المسرى التسلسلي العام و ساتا و مسرى الربط السريع بين المكونات الطرفية.
في الإصدار 2.0 من مواصفات البنية ، لم يتم تعيين جميع خطوط الإشارات البالغ عددها 314 خط إشارة إلى مدخلات/مخرجات ثابتة. تحتوي كتلة الوظائف البديلة على دبابيس مجانية متاحة لمتطلبات مختلفة. وذلك للتأكد من أن مواصفات البنية يمكن أن تستوعب بمرونة التطورات التقنية القادمة والمستقبلية التي لا يمكن توقعها اليوم مع الحفاظ على التوافق التام مع التصاميم السابقة. فمن ناحية، يمكن للإصدارات الموسعة من مواصفات البنية تعيين وظائف قياسية جديدة لخطوط إشارة كتلة الوظائف البديلة العشرين هذه. ومن ناحية أخرى، تسرد مواصفات البنية الإصدار الأول ناقل النظام الموجه للوسائط [الإنجليزية] أو جيجا ايثرنت [الإنجليزية] أو المسرى التسلسلي العام فائق السرعة أو بروتوكولات الشبكة الصناعية التي يمكن تخيلها أو يمكن تعيينها كواجهات لكتلة الوظائف البديلة.

## وصلات خارجية
- مجموعة التوحيد القياسي للتقنيات المدمجة
- مواصفات أجهزة SMARC V2.0 (ZIP، 1.4 ميجابايت)، تاريخ النشر: 02/06/2016
- دليل تصميم SMARC 2.0 (ملف PDF، سعة 2.4 ميجابايت)، تاريخ النشر: 23-03-2017